# Tolumnia
Tolumnia – rodzaj roślin z rodziny storczykowatych (Orchidaceae). Obejmuje 27 gatunków i 4 hybrydy. Występują w Ameryce Północnej, Środkowej i Południowej w takich krajach i regionach jak: Bahamy, Belize, Kajmany, Kolumbia, Kuba, Dominikana, Floryda, Gujana Francuska, Gwatemala, Gujana, Haiti, Jamajka, Meksyk, Portoryko, Trynidad i Tobago, Wenezuela, Wyspy Nawietrzne.

## Systematyka
Rodzaj sklasyfikowany do podplemienia Oncidiinae w plemieniu Cymbidieae, podrodzina epidendronowe (Epidendroideae), rodzina storczykowate (Orchidaceae), rząd szparagowce (Asparagales) w obrębie roślin jednoliściennych.
Wykaz gatunków
- Tolumnia acunae (M.A.Díaz) Nir
- Tolumnia arizajuliana (Withner & J.Jiménez Alm.) Ackerman
- Tolumnia bahamensis (Nash) Braem
- Tolumnia calochila (Cogn.) Braem
- Tolumnia caribensis (Moir) Braem
- Tolumnia compressicaulis (Withner) Braem
- Tolumnia gauntlettii (Withner & H.P.Jesup) Nir
- Tolumnia guianensis (Aubl.) Braem
- Tolumnia guibertiana (A.Rich.) Braem
- Tolumnia gundlachii (C.Wright ex Griseb.) N.H.Williams & Ackerman
- Tolumnia guttata (L.) Nir
- Tolumnia haitiensis (Leonard & Ames) Braem
- Tolumnia hamiltonii Sauleda
- Tolumnia hawkesiana (Moir) Braem
- Tolumnia henekenii (R.H.Schomb. ex Lindl.) Nir
- Tolumnia lemoniana (Lindl.) Braem
- Tolumnia lucayana (Nash) Braem
- Tolumnia prionochila (Kraenzl.) Braem
- Tolumnia quadriloba (C.Schweinf.) Braem
- Tolumnia sasseri (Moir) Braem ex Ackerman
- Tolumnia scandens (Moir) Braem
- Tolumnia sylvestris (Lindl.) Braem
- Tolumnia triquetra (Sw.) Nir
- Tolumnia tuerckheimii (Cogn.) Braem
- Tolumnia urophylla (Lodd. ex Lindl.) Braem
- Tolumnia usneoides (Lindl.) Braem
- Tolumnia variegata (Sw.) Braem

Wykaz hybryd
- Tolumnia × ann-hadderae I.G.Cohen
- Tolumnia × domingensis (Moir) I.G.Cohen
- Tolumnia × floride-phillipsiae (Moir & A.D.Hawkes) I.G.Cohen
- Tolumnia × pulchella (Hook.) Raf.